# Райхард фон Залбург
Йохан Райхард III Йозеф Непомук Кайетан Волфганг Себастиан фон Залбург (на немски: Johann Reichard III Joseph Nepomuk Cajetan Wolfgang Sebastian von Salburg Freiherr auf Falkenstein; * 21 януари 1739 в Линц; † 1 май 1789 в Алтенхоф, Горна Австрия) е граф на Залбург и фрайхер на Фалкенщайн в Горна Австрия.

## Произход
Той е син на граф Йохан Райхард Франц Антон фон Залбург (* 2 април 1708, Ридау; † 19 юли 1742), фрайхер на Фалкенщайн, и съпругата му графиня и господарка Мария Йозефа Секунда фон и цу Шпринценщайн и Нойхауз. Брат е на Франц Антон II фон Залбург-Фалкенщайн (* 14 ноември 1737; † 10 юни 1759). Баща му оставя големи финансови задължения на синовете си.
Родът Залбург е издигнат през 1605 г. на фрайхер „фон Залбург цу Айхперг и Фалкенщайн“ и през 1665 г. на граф. Родът на графовете фон Залбург купува през 1618 г. дворец Залаберг в Долна Австрия.

## Фамилия
Райхард фон Залбург се жени на 23 май 1768 г. в Линц за графиня Мария Анна Розалия Йозефа Кайетан фон Фигер, фрайин цу Хиршберг (* ок. 21 април 1752, Линц), дъщеря на граф Йохан Карл Еренверт фон Фигер, фрайхер цу Хиршберг († 1760) и графиня Мария Естер (Терезия) фон Хоенфелд, фрайин на Айщерсхайм и Алмег (1720 – 1752). Те имат двама сина:
- Франц Йозеф Йохан Рихард Ернст Кайетан, граф фон Залбург, фрайхер на Фалкенщайн (* ок. 1770; † 22 януари 1843), женен на 30 октомври 1791 г. в Грайнбург, Австрия, за графиня Констанция Терезия Елизабет Каролина Йозефа фон Ауершперг, фрайин на Шонберг и Зайзенберг (* 9 януари 1771, Пургщал; † 20 септември 1829), дъщеря на граф Волфганг Август фон Ауершперг (1741 – 1821) и фрайин Анна Каролина Йозефа фон Геминген-Щайнег (1738 – 1794); имат дъщеря
- Йохан Райхард IV Йозеф фон Залбург цум Залаберг и Айхберг (* 11 септември 1771; † 27 април 1833), женен на 11 октомври 1806 г. за графиня Юлиана Мария Сузана Драскович де Тракостиан (* 13 октомври 1786; † 19 май 1810); имат двама сина и дъщеря

## Галерия
- Дворец Фалкенщайн (днес руина)
- Дворец Алтенхоф (1674)
- Дворец Залаберг
- Дворец Айхберг (днес селска къща)